# Malîi Poliuhiv, Peremîșleanî
Malîi Poliuhiv (în ucraineană Малий Полюхів) este un sat în comuna Vovkiv din raionul Peremîșleanî, regiunea Liov, Ucraina.

## Demografie
Componența lingvistică a localității Malîi Poliuhiv
     Ucraineană (100%)
Conform recensământului din 2001, toată populația localității Malîi Poliuhiv era vorbitoare de ucraineană (100%).